# Углове (Крим)
Углове́ (до 1945 року — Аджи́-Бола́т, крим. Acı Bolat) — село в Україні, у Бахчисарайському районі Автономної Республіки Крим, центр Углівської сільської ради.

## Опис
Розташоване в Улукуловській долині поряд із трасою Севастополь – Саки на узбережжі Чорного моря.
Сьогодні в Угловому проживає понад три тисячі осіб, зайнятих у сільському господарстві та курортному бізнесі. В Угловому розташований другий майданчик «Інкерманського заводу маркових вин». Він запущений у 2012 році та є виробництвом повного циклу: від прийому винограду до розливу вина в пляшку.

## Історія
Поблизу села знаходяться залишки пізньо-скіфського городища і могильника (І ст. до н. ери).
Село було перейменоване на Углове згідно з Указом Президії Верховної Ради Російської РФСР від 21 серпня 1945 року.
З 2014 року у селі будується мечеть.